# Bactérie épiphyte
Les bactéries épiphytes sont des bactéries qui vivent de manière non parasitaire à la surface des plantes sur divers organes tels que feuilles, racines, fleurs, bourgeons, fruits et graines. Les bactéries épiphytes ne nuisent généralement pas à la plante, mais peuvent favoriser la formation de cristaux de glace. Certaines produisent une hormone, l'auxine, qui favorise la croissance des plantes et joue un rôle dans le cycle de vie des bactéries.

## Biologie
Les bactéries épiphytes ont des préférences pour différentes plantes-hôtes et pour différents organes végétaux selon le contenu nutritionnel des organes et selon le système de colonisation de la bactérie qui est contrôlé par la plante-hôte. Les bactéries qui vivent sur les feuilles sont appelées phyllobactéries, et celles qui vivent sur le système racinaire sont appelées rhizobactéries. Elles adhèrent à la surface de la plante sous forme de groupe, de cellule bactérienne individuelle ou de biofilm. L'âge de l'organe affecte également la population et les caractéristiques des bactéries épiphytes et joue un rôle dans l'inhibition des agents phytopathogènes sur la plante. Les bactéries épiphytes présentes dans le milieu marin ont un rôle dans le cycle de l'azote.

## Espèces
Quelques exemples de bactéries épiphytes :
- Citrobacter youngae
- Bacillus thuringiensis
- Enterobacter soli
- Bacillus tequilensis
- Bacillus aryabhattai
- Pantoea eucalypti
- Pseudomonas palleroniana
- Serratia nematodiphila
- Stenotrophomonas maltophilia
- Pseudomonas mosselii
- Pseudomonas putida
- Lysinibacillus xylanilyticus
- Enterobacter asburiae
- Acinetobacter johnsonii
- Pseudomonas macerans

## Classification
De nombreuses bactéries épiphytes sont en forme de bâtonnet et sont classées comme gram négatives ou gram positives, pigmentées ou non pigmentées, fermentaires ou non fermentaires.
Les bactéries épiphytes non pigmentées ont un taux de GC élevé dans leur génome, une caractéristique qui les protège des rayons ultraviolets du soleil. Pour cette raison, ces bactéries ont des besoins nutritionnels particuliers, 
Des recherches sur les bactéries épiphytes sont menées pour des domaines d'applications biotechnologiques tels que la promotion de la croissance des plantes. Les bactéries épiphytes sont éliminées de la surface des plantes par rayonnement ultraviolet, désinfection chimique de la surface et lavage
.